# Teoria da bifurcação

Animação de fase mostrando a bifurcação do nó de sela

A teoria da bifurcação é o estudo matemático de mudanças na estrutura qualitativa ou topológica de uma determinada família, tais como as curvas integrais de uma família de campos de vetores e as soluções de uma família de equações diferenciais. Mais comumente aplicada ao estudo matemático de sistemas dinâmicos, uma bifurcação ocorre quando uma pequena mudança suave feita nos valores dos parâmetros (os parâmetros de bifurcação) de um sistema causa uma mudança qualitativa ou topológica súbita em seu comportamento.
As bifurcações ocorrem em sistemas contínuos (descritos por EDOs, DDEs ou PDEs) e sistemas discretos (descritos por mapas). O nome "bifurcação" foi introduzido pela primeira vez por Henri Poincaré em 1885 no primeiro artigo em matemática mostrando tal comportamento. Henri Poincaré também nomeou vários tipos de pontos estacionários e classificou-os.

## Aplicações em física semiclássica e quântica
A teoria da bifurcação foi aplicada para conectar sistemas quânticos à dinâmica de seus análogos clássicos em sistemas atômicos, sistemas moleculares e diodos de tunelamento ressonante.